# Ognøya
Ognøya  est une île des trois îles qui compose la commune de Bokn (avec Austre Bokn et Vestre Bokn), dans le comté de Rogaland, dans la mer du nord.

## Description

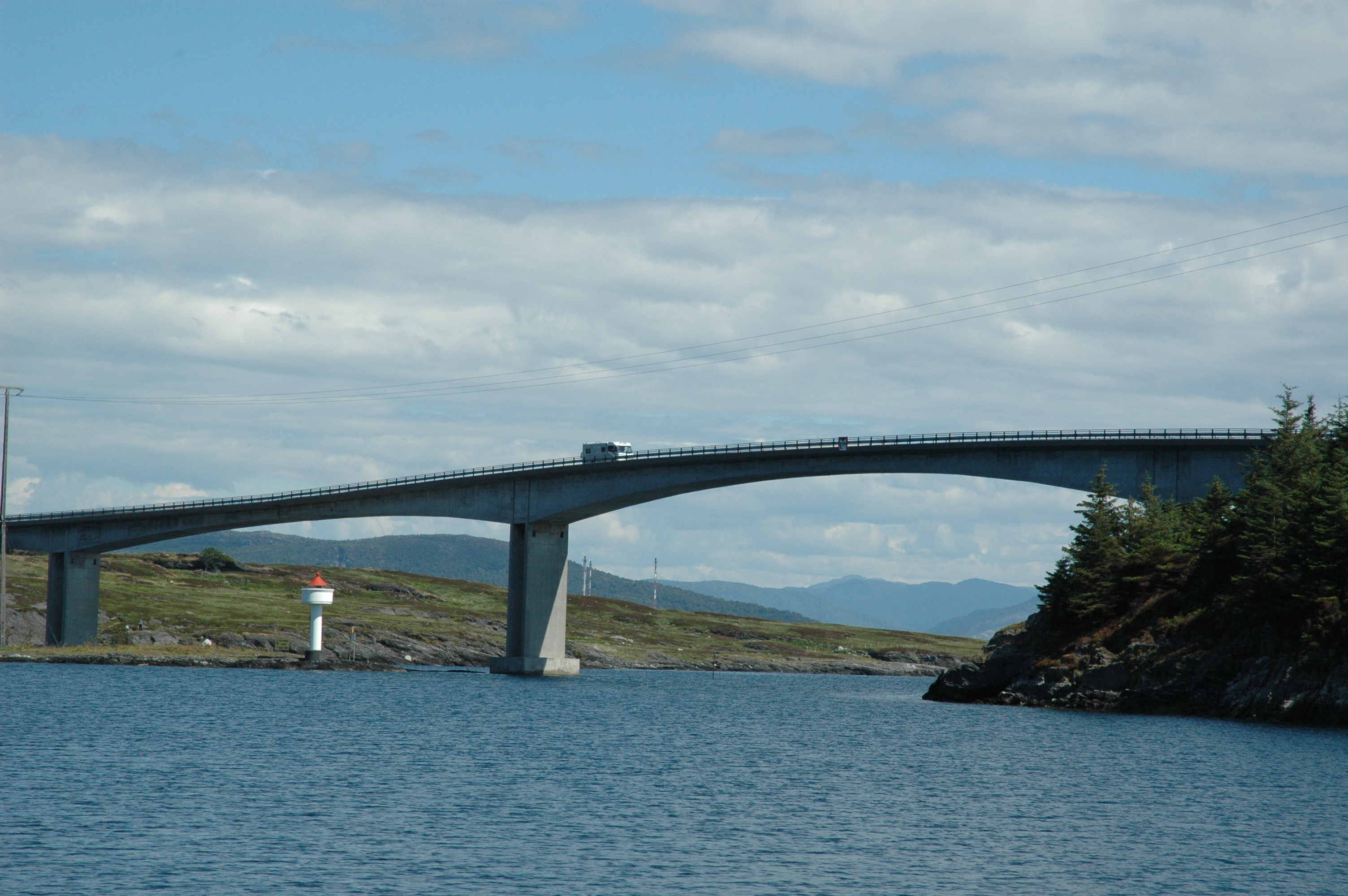
Pont d'Ognoya

L'île de 5,5 km2 se trouve sur le côté nord du Boknafjord entre les îles de Austre Bokn et Vestre Bokn et le continent. Elle est reliée aux deux autres îles et au continent par une série de ponts le long de la Route européenne 39 (E39).
La zone industrielle de Kårstø (en) se trouve juste au nord d'Ognøya sur le continent.
L'île est principalement rocheuse et stérile avec peu de population. Il y a un petit groupe de maisons dans la partie sud de l'île dans la seule zone arable relativement plate de l'île.